# Comunidad de Calatayud
Comunidad de Calatayud is een comarca van de Spaanse provincie Zaragoza. De hoofdstad is Calatayud, de oppervlakte 2518,10 km2 en het heeft 40.185 inwoners (2002).

## Gemeenten

Officiële wapen van Comunidad de Calatayud

Abanto, Alarba, Alconchel de Ariza, Alhama de Aragón, Aniñón, Arándiga, Ariza, Ateca, Belmonte de Gracián, Berdejo, Bijuesca, Bordalba, Bubierca, Cabolafuente, Calatayud, Calmarza, Campillo de Aragón, Carenas, Castejón de Alarba, Castejón de las Armas, Cervera de la Cañada, Cetina, Cimballa, Clarés de Ribota, Codos, Contamina, Embid de Ariza, El Frasno, Fuentes de Jiloca, Godojos, Ibdes, Jaraba, Malanquilla, Maluenda, Mara, Miedes de Aragón, Monreal de Ariza, Monterde, Montón, Morata de Jiloca, Morés, Moros, Munébrega, Nigüella, Nuévalos, Olvés, Orera, Paracuellos de Jiloca, Paracuellos de la Ribera, Pozuel de Ariza, Ruesca, Sabiñán, Sediles, Sisamón, Terrer, Tobed, Torralba de Ribota, Torrehermosa, Torrelapaja, Torrijo de la Cañada, Valtorres, Velilla de Jiloca, La Vilueña, Villafeliche, Villalba de Perejil, Villalengua en Villarroya de la Sierra.